# Hunt Peak
Der Hunt Peak ist ein 610 m hoher, dreiseitiger Berg an der Ostküste der Adelaide-Insel. Er markiert die Nordseite der Einfahrt zur Stonehouse Bay.
Teilnehmer der Fünften Französischen Antarktisexpedition (1908–1910) des Polarforschers Jean-Baptiste Charcot entdeckten ihn und kartierten ihn grob. Eine neuerliche Kartierung erfolgte 1948 durch den Falkland Islands Dependencies Survey (FIDS). Dieser benannte die vom Berg eingenommene Landspitze nach Kenneth Dawson Hunt (1922–2007), Mechaniker einer Noorduyn Norseman des FIDS im Jahr 1950. Nach Vermessungen zwischen 1957 und 1958 übertrug der FIDS die Benennung auf den hier beschriebenen Berg.